# Pančevo
Pančevo (in serbo Панчево?; in ungherese Pancsova; in romeno Panciova) è una città della Serbia, facente parte del Banato Meridionale in Voivodina.
Il territorio comprendeva un'importante raffineria, che venne devastata dai bombardamenti della NATO del 1999.

## Sport

### Pallacanestro
La squadra principale della città è il KK Tamiš Pančevo.

### Football americano
A Pančevo ha sede la società dei Pančevo Panthers, vincitrice nel 2014 della IFAF CEI Interleague; dal 2019 la squadra collabora con i Vršac Lavovi nel progetto dei Banat Bulls. I Panthers si occupano della prima squadra, mentre i Lavovi delle giovanili.